# Lluís Santapau Egea
Lluís Santapau Egea (Vinaròs, 18 d'abril de 1906 - 7 de maig de 1993) fou un pintor valencià. El crític Santos Torroella va manifestar que "Santapau persegueix la intensitat, la captació d'un sentit interior, l'accent que més que reproduir qualifica".
La primera exposició que feu fou el 1935 a Barcelona, on es traslladà a viure quan tenia 15 anys i on va continuar exposant tot al llarg de la seva vida. Es relacionà amb grups de pintors de l'època amb regularitat i fou un dels participants del grup Art Vivent el 1951. A partir del 1952 entrà com a soci al Reial Cercle Artístic de Barcelona i començà a pintar en les sessions de models. La dona és un tema que l'apassionava i protagonitza gran part de la seva obra. Tot i així, els quadres de nus sempre els mantingué una mica al marge de les seves exposicions, la qual cosa fa que avui en dia se'n conservin la majoria. Va fer exposicions fins als anys 70.
De la seva època d'expositor es conserven molt poques obres perquè generalment sempre les venia. És per això que la col·lecció actual només conté algunes peces antigues i la major part dels quadres són dels últims anys on es plasma tota la seva força interior amb una exposió de colors i una peculiar interpretació dels trets fisionòmics. De l'època anterior en queden les millors referències per part de la crítica que li auguraven un bon futur en la pintura i que el ressenyaven com un dels millors impressionistes d'aquells anys; el domini de l'oli, del dibuix i especialment de la tècnica de la cera fosa. Part de seu llegat es va començar a exposar a sales d'art l'any 1993.